# Emanuele Caggiano
Pour les articles homonymes, voir Caggiano (homonymie).

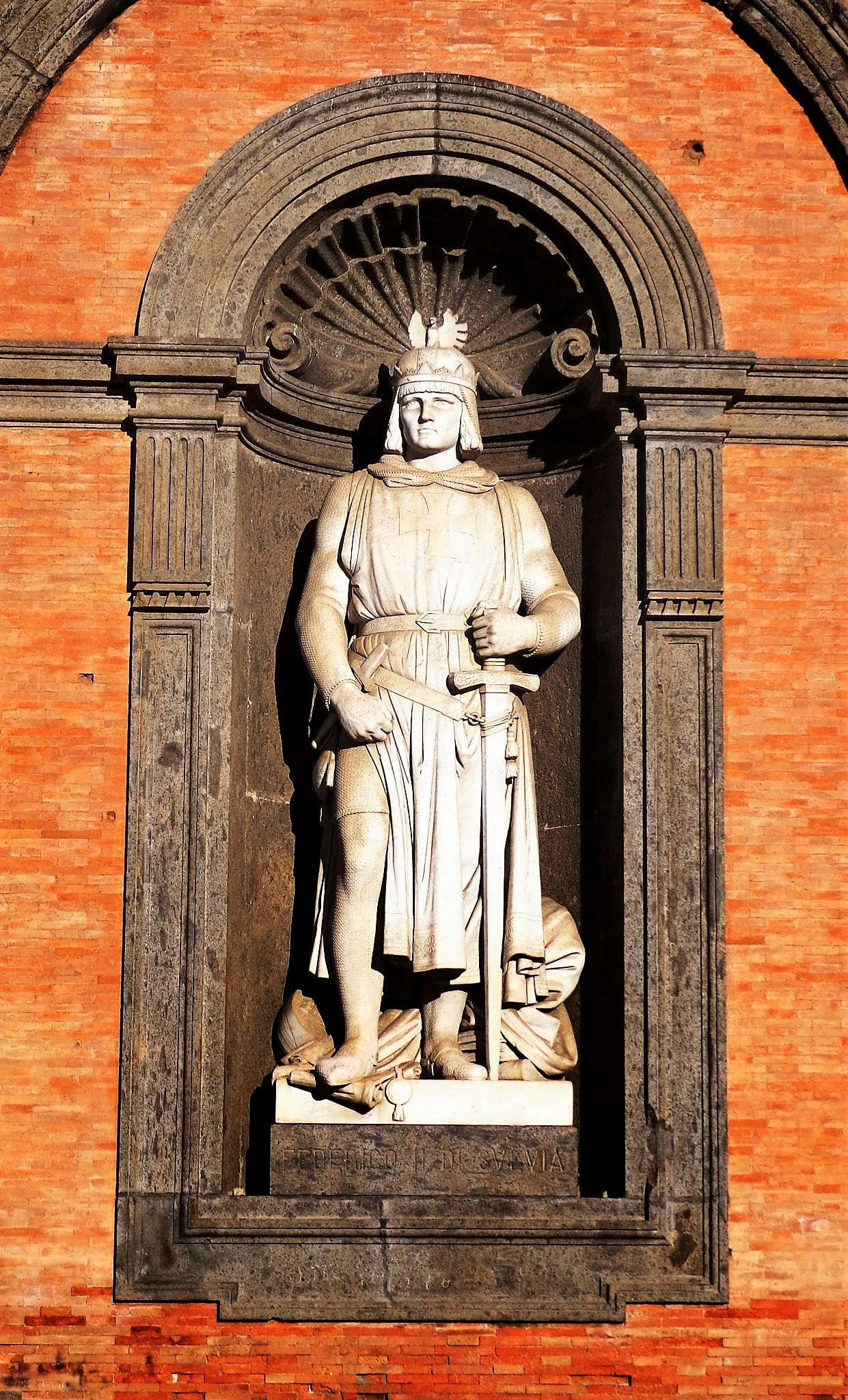
Federico II par Caggiano au Palais royal de Naples

Emanuele Caggiano, né à Bénévent le 12 juin 1837 et mort à Naples le 22 août 1905, est un sculpteur italien.

## Biographie
Élève de Georges Dupré, il obtient une mention honorable au Salon des artistes français de 1876. 